# 折威增五
長蛇座56，又名CD-2510537，HD 130259、SAO 182882、HR 5516，是長蛇座的一颗恒星，视星等为5.24，位于銀經333.15，銀緯29.87，其B1900.0坐标为赤經14h 41m 54.4s，赤緯-25° 29.87′ 6″。